# Oldtimermuseum Culitzsch
Das Oldtimermuseum Culitzsch ist ein Automuseum in Sachsen. Es befindet sich im Ortsteil Culitzsch von Wilkau-Haßlau im Landkreis Zwickau.

## Geschichte
Der Taxiunternehmer Andreas Schwalbe sammelte bereits zu Zeiten der DDR alte Fahrzeuge. Seine Söhne Danny und Ringo unterstützten ihn dabei. Seit 2004 planten sie ihr eigenes Museum. Im Frühjahr 2009 gründeten sie zusammen mit Gleichgesinnten den Verein Historische Technik Culitzsch e. V. Am 22. September 2018 wurde das Museum eröffnet. Es ist im Sommer an den Wochenenden geöffnet.
Einmal im Jahr wird ein Museumsfest gefeiert. Dazu gibt es ein Veteranentreffen und manchmal eine neue Sonderausstellung.
2022 wurde ein ehemaliger Wachturm aus der DDR als Aussichtsturm errichtet.

## Ausstellungsgegenstände
Gezeigt werden überwiegend Fahrzeuge, die in der DDR erhältlich waren: Personenkraftwagen von GAZ-24 Wolga bis Lada 2101, Zweiräder und Barkas. Außerdem sind Lastkraftwagen und Militärtransporter ausgestellt.
Das Museum zeigt KrAZ-255, GAZ-13 Tschaika, Ural-375, Planierraupe BAT-M, Lada 2103, ZIL-131, GAZ-69, Trabant 601, Wartburg 353, GAZ M-21 Wolga, Robur Garant K 30 und Wartburg 311.

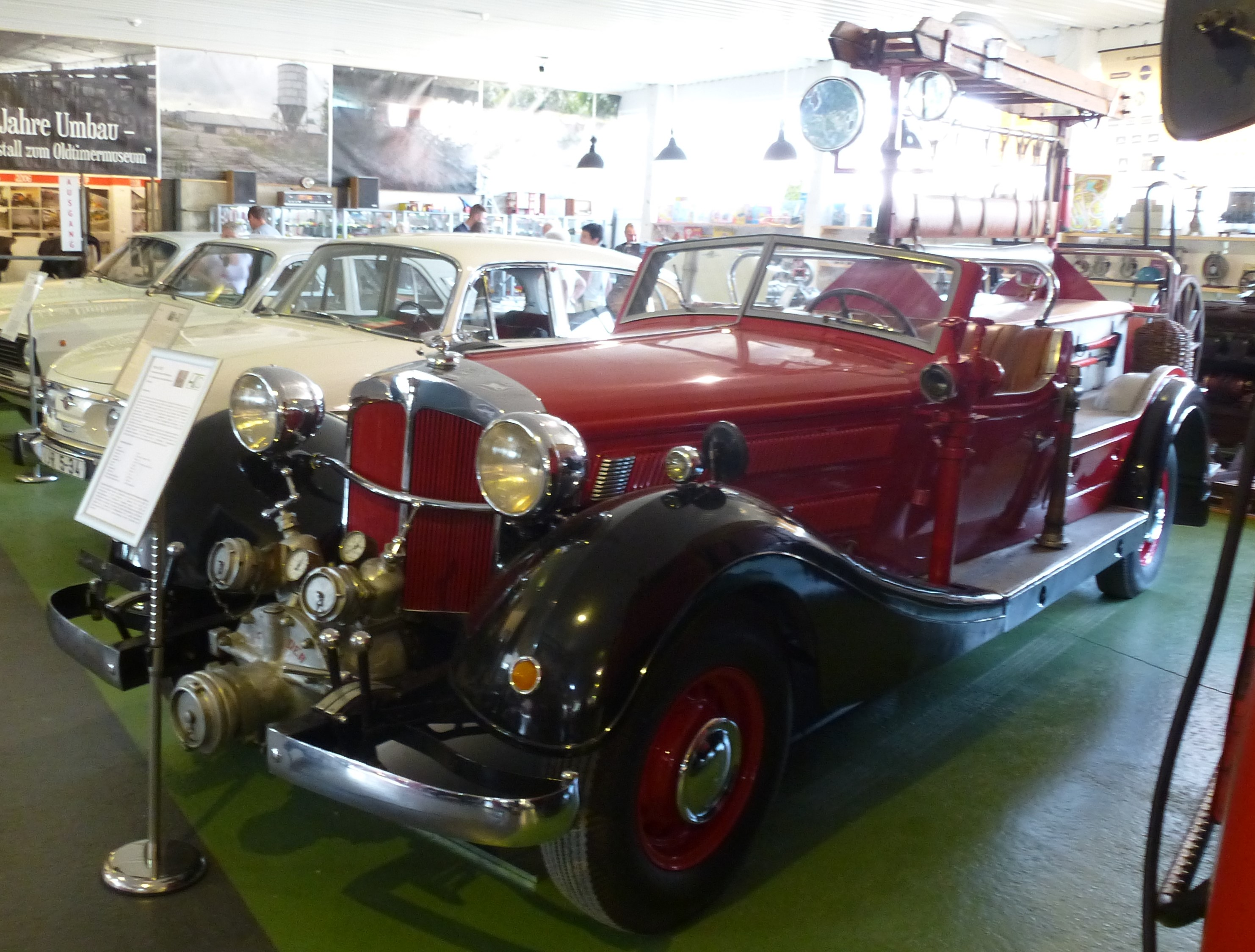
Horch 853 von 1937, Leihgabe vom August Horch Museum
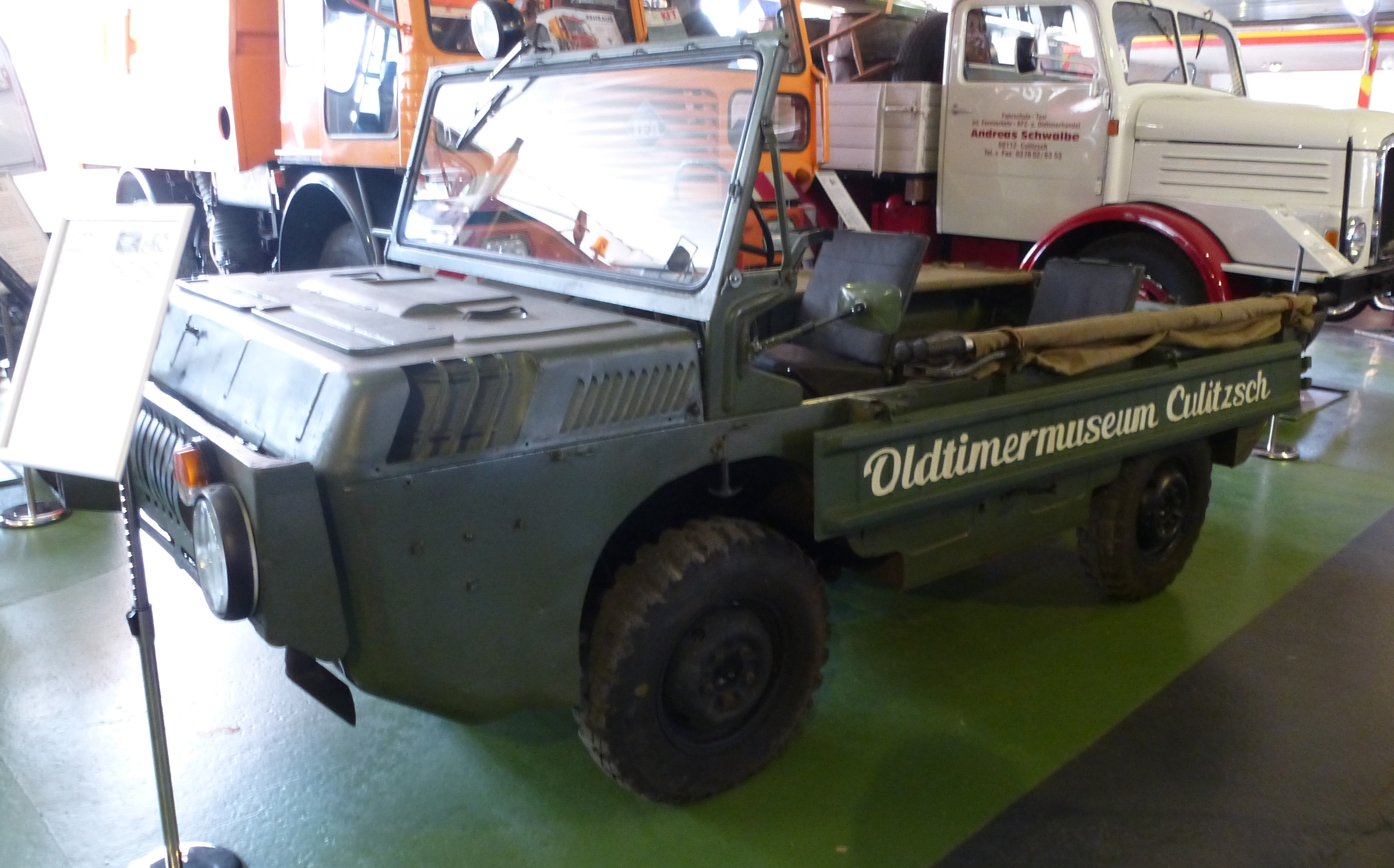
LuAZ-967 von 1983
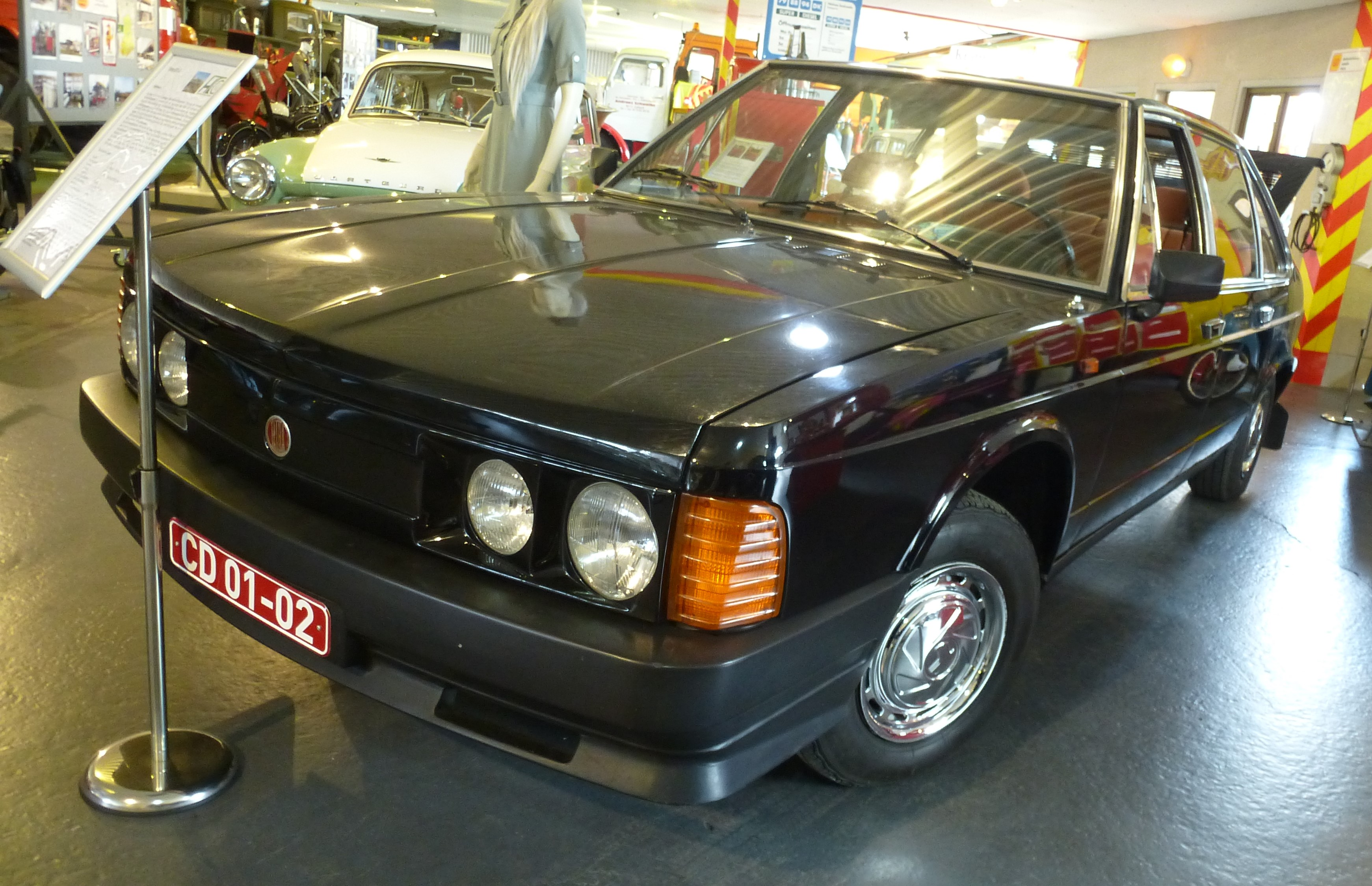
Tatra 613 von 1979
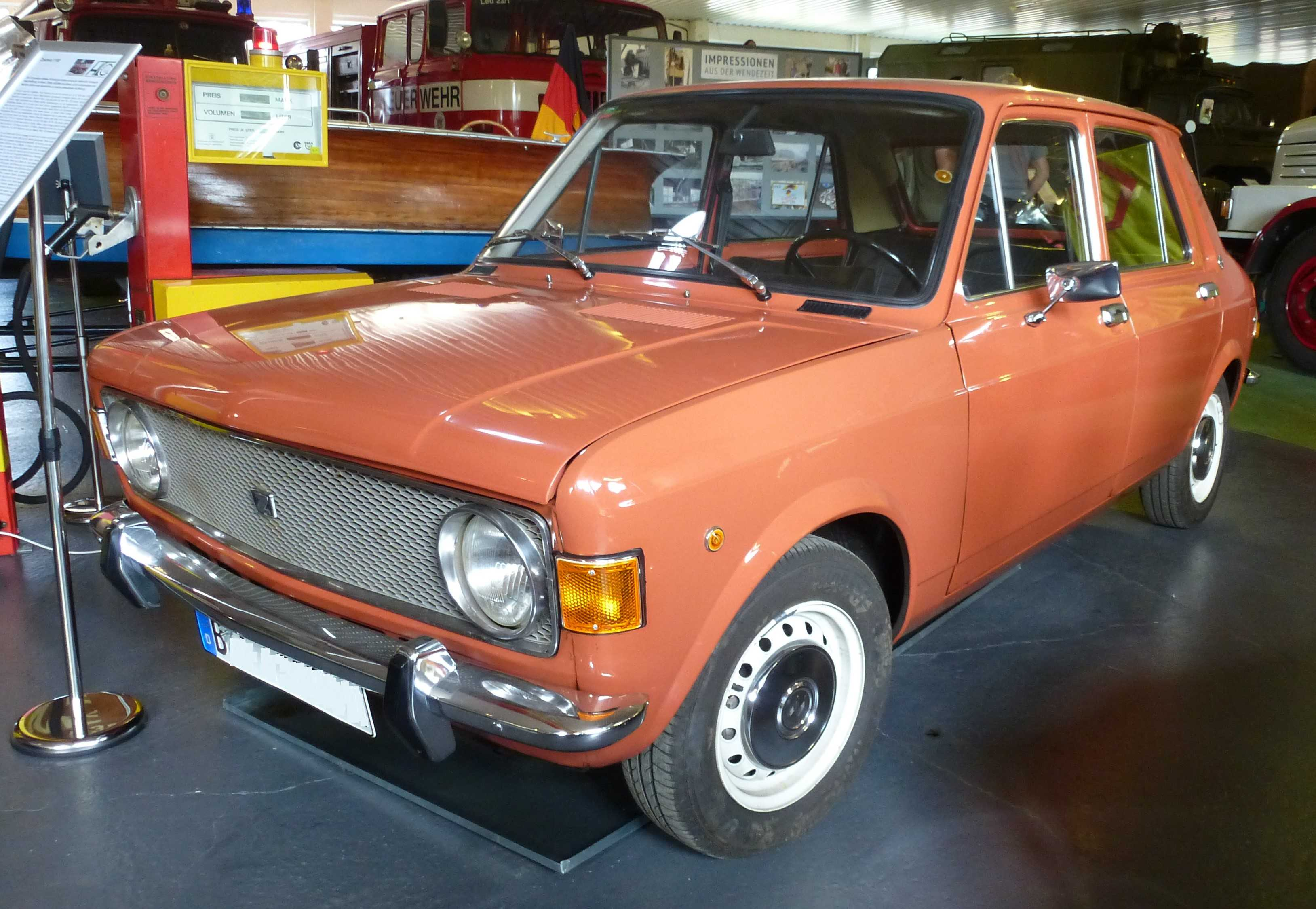
Zastava Skala von 1978